# Трогір
Трогір (хорв. Trogir, дав.-гр. Τραγύριον, латиніз. Tragurion, лат. Tragurium, італ. Trau) — історичне місто в Хорватії, в області Далмації, належить до Сплітсько-Далматинської жупанії. Засноване давньогрецькими колоністами з острова Вис (острів) у ІІІ столітті до н. е. В Центральній Європі вважається найкраще збереженим романсько-готичним містом. Замок і вежі, оточені мурами, складають історичний центр Трогіра, який з 1997 року занесено до списку об'єктів Світової спадщини ЮНЕСКО..
Найзначущішою пам'яткою є Собор Св. Лаврентія, портал західних воріт якого виготовив далматинський скульптор і архітектор Майстер Радован. Трогір розташований на березі Каштеланської затоки Адріатичного моря на острові між островом Чіово і материком, із яким сполучений кам'яним мостом. Трогір захоплює відвідувачів культурно-історичними пам'ятками, вузькими вуличками та зібранням творів мистецтва, серед яких чимало шедеврів.

## Історія
Назва міста походить від грецького слова «траг» (козел).  Так само як назва сусіднього острова Буа походить від грецького слова «voua» (стадо великої рогатої худоби). 
Місто було засноване грецькими колоністами з острова Віс у III столітті до н. е., але швидко перетворилося на великий порт доримського періоду. Раптовий розквіт Салони позбавив Трогір його значення. Під час великого переселення слов'ян громадяни зруйнованої Салони втікали в Трогір. Із ІХ століття Трогір підкорився хорватським правителям. В ХІ столітті у місті була заснована єпархія, що проіснувала до 1828 року, а сьогодні — це частина Римо-католицької архієпископії Спліт-Макарської. В 1107 році, після приходу угорсько-хорватського короля Коломана, Трогір отримав свою автономію. 1123 року Трогір був завойований і майже повністю зруйнований мусульманами.  Проте за короткий період місто відновилося і в XII і XIII століттях навіть пережило економічне піднесення. У 1242 році угорський король Бела IV переховувався у Трогірі від татар.
У XIII і XIV століттях найчастіше обиралися герцогами Трогіра члени сім'ї Шубичів, а  Младен III (1348), згідно з написом на могильній плиті в соборі Трогіра, був одним із найвидатніших Шубичів, що правив містом. 
У 1420 році почався період довгострокового венеційського правління. Після падіння Венеції в 1797 році Трогір став частиною імперії Габсбургів, яка управляла містом до 1918 року, за винятком французької окупації з 1806 по 1814 рік. Після Першої світової війни Трогір разом з Хорватією став частиною єдиної держави словенців, хорватів і сербів, а потім Королівства Югославія.  У цей період італійські громадяни, до 1918 року правлячий клас і майже половина населення були змушені виїхати до Італії. Під час Другої світової війни Трогір був окупований Італією і згодом звільнений в 1944 році. З того часу він належав до Югославії, а з 1991 року — до Хорватії.

## Населення
Населення громади за даними перепису 2011 року становило 13192 осіб, 1 з яких назвала рідною українську мову. Населення самого міста становило 10923 осіб.
Динаміка чисельності населення громади:
Динаміка чисельності населення міста:

## Населені пункти
Крім міста Трогір, до громади також входять:
- Арбанія
- Дивулє
- Дрвеник-Малий
- Дрвеник-Великий
- Мастринка
- Плано
- Жедно

## Клімат
Середня річна температура становить 15,86 °C, середня максимальна — 28,56 °C, а середня мінімальна — 3,42 °C. Середня річна кількість опадів — 758 мм.
| Клімат міста                                  | Клімат міста | Клімат міста | Клімат міста | Клімат міста | Клімат міста | Клімат міста | Клімат міста | Клімат міста | Клімат міста | Клімат міста | Клімат міста | Клімат міста | Клімат міста |
| Показник                                      | Січ.         | Лют.         | Бер.         | Квіт.        | Трав.        | Черв.        | Лип.         | Серп.        | Вер.         | Жовт.        | Лист.        | Груд.        |              |
| Середній максимум, °C                         | 11,90        | 12,23        | 14,70        | 17,88        | 22,88        | 26,85        | 28,56        | 28,44        | 24,30        | 19,89        | 14,83        | 11,67        |              |
| Середня температура, °C                       | 7,65         | 8,00         | 10,48        | 13,65        | 18,64        | 22,63        | 25,51        | 25,36        | 21,23        | 16,82        | 11,77        | 8,61         |              |
| Середній мінімум, °C                          | 3,42         | 3,75         | 6,25         | 9,41         | 14,41        | 18,40        | 22,45        | 22,30        | 18,17        | 13,77        | 8,71         | 5,54         |              |
| Норма опадів, мм                              | 68           | 58           | 65           | 66           | 53           | 46           | 29           | 44           | 68           | 81           | 97           | 83           |              |
| Середньомісячна швидкість вітру, м/с          | 3.28         | 3.45         | 3.54         | 3.30         | 2.90         | 2.64         | 2.70         | 2.56         | 2.86         | 3.00         | 3.67         | 3.59         |              |
| Середньомісячна сонячна радіація, кДж/м²·день | 5458         | 8189         | 11895        | 16522        | 20564        | 23300        | 24703        | 21770        | 16110        | 10439        | 5904         | 4649         |              |
| --------------------------------------------- | ------------ | ------------ | ------------ | ------------ | ------------ | ------------ | ------------ | ------------ | ------------ | ------------ | ------------ | ------------ | ------------ |
| Джерело:                                      |              |              |              |              |              |              |              |              |              |              |              |              |              |

## Видатні архітектурні пам'ятки
На єдиній площі старого міста, Trg Ivana Pavla II, розташовані унікальні архітектурні споруди:
- Кафедральний собор святого Лаврентія (Katedrala sv. Lovre). Будівництво собору розпочалося в 1213 році, і тривало до XVI століття. Всі найкращі роботи було зроблено близько 1240 року, коли місцевий майстер Радован виготовив різьблений портал небаченої краси, залишивши під ним сміливий, але цілком заслужений підпис: «Кращий у своїй справі». У майстра і справді був привід для гордості: в портал він вклав не лише добру половину біблійних сюжетів, а й епізоди повсякденного життя середньовічного міста, також вирізьбив календар, де кожна пора року представлена характерним родом занять — наприклад, виготовленням вина або збором урожаю.

Собор святого Лаврентія має тринефне романське планування, що походить з XIII ст., але інтер'єри і дзвіниця виконані в XV—XVI ст. і поєднують готику і Ренесанс. Усередині споруди є унікальні різьблені дерев'яні хори роботи місцевого майстра Миколи Фірентінаца (він же добудовував знаменитий собор в Шибенику), а також каплиця Іоанна Трогірського того ж автора з кам'яними скульптурами і барельєфами. Каплиця, хоч і збудована у XV столітті, має багато елементів  античного мистецтва, оскільки будувалася за зразком баптистерія у Спліті, переробленого з римського храму Юпітера. Власний баптистерій трогірського собору (зліва від входу) виконаний у схожій манері, але оформлений скромніше. Все це разом виглядає досить органічно, хоча являє собою разючий і наочний контраст між романським стилем і Ренесансом.  
- Ратуша (Gradska palača), Trg Ivana Pavla II. Трогіра — це сувора триповерхова будівля XV століття, що була значно перебудована в XIX ст. Сама пам'ятка не особливо відрізняється від інших ратуш Далмації та Адріатичного узбережжя, але деяку родзинку їй надає внутрішній двір із надзвичайними кам'яними сходами і гербами міської знаті.
- Ложа (Loža)  - ще один унікальний артефакт цього старого венеційського міста. Тут проходили важливі світські події та судові засідання, тут виголошувалися князівські укази. Історія будівництва трогірської ложі ще добре не досліджена. Відомо, що існувала якась будівля на цьому місці вже в XIV столітті, а сучасну ложу побудовано, швидше за все, в 1470-х рр. Також відомо, що частину несучих колон лоджії взяли з античних руїн, звідки походять вигадливі капітелі. Всередині ложі знаходиться досить дивний барельєф роботи Миколи Фірентінаца: прекрасно збереглися фігури місцевих святих і алегоричне зображення справедливості, але не зберігся центральний елемент барельєфу — лев, що символізував Венецію. Він був знищений 1932 року на знак протесту проти італійського націоналізму. Відновлювати лева не стали, натомість прикрасили лоджію іншим барельєфом, що зображує хорватського пана Петра Беріславича, який боровся в основному з турками, але і Венецію недолюблював. Сьогодні Ложа постійно відкрита, в ній часто влаштовують концерти та інші заходи.
- Церква святого Себастіана (Crkva sv. Sebastijana). До Ложі примикає годинникова вежа, з невеликою церквою Святого Себастіана, що її було побудовано в 1470-ті роки за проектом Миколи Фірентінаца. Усередині церкви є маленька, безкоштовна і відкрита весь день експозиція, присвячена жертвам Югославських воєн.
- Костел святого Іоанна Хрестителя (Crkva Sv. Ivana Krstitelja) — це невеликий лаконічний романський храм XIII століття, авторство якого приписують майстру Радовану, який працював над порталом трогірського собору.
- Палац Чипіко (Stara palača Ćipiko) — це найгарніша громадська будівля міста. Палац знатного роду Чипіко відомий ще з XIII століття, але свого сучасного вигляду набув у другій половині XV ст. одночасно зі спорудження інших будівель на тій же площі. Найдивовижніший елемент палацу — готичні вікна на фасаді, декоровані так, що і готики в них майже не залишилося. У дворику палацу Чипіко знаходяться старовинні сходи з галереєю, де можна вільно прогулятися і краще зрозуміти, як були влаштовані такі палаци зсередини
- Північні ворота (Sjeverna (kopnena) gradska vrata).  Ворота датуються 1660 роком з подальшою розбудовою 1763-го, прикрашені венеційським левом і статуєю покровителя міста св. Івана Урсіні (Іоанна Трогірського).
- Церква Богоматері Кармельської (Crkva Gospe od Karmela).  Невеличка церква XVII—XVIII ст. Розташована в північній частині старого міста.
- Церква св. Петра (Crkva sv. Petra). Вбудована в тісні квартали і вузенькі провулки церква має готичну основу (XV століття) і бароковий інтер'єр. Над входом у церкву розташована унікальна скульптура.
- Церква всіх Святих (Crkva sv. Svetih). Свою звичайну та просту архітектуру ця  церква компенсує великою кількістю сувенірних крамничок та інших туристичних цікавинок[11].
- Південні (морські) ворота (Južna (morska) vrata).  Ці ворота, побудовані в 1593 році, і вони масивніші і старші північних. Крім того, вони зберегли оригінальні дерев'яні стулки. Із зовнішнього боку, праворуч від воріт, є невеликий павільйон — мала лоджія, в якій подорожні могли переночувати і дочекатися світанку, тому що на ніч ворота закривалися.
- Бенедиктинський монастир Святого Миколая (Benediktinski samostan Sv. Nikole). Монастир XI століття непогано виглядає з боку, а ось зсередини він пройшов повну барокову реконструкцію.  Зараз в ньому розміщена колекція релігійного мистецтва, де також показують знайдений в місті античний барельєф (III в. Н.е.) із зображенням Кайроса — грецького бога можливостей.
- Домініканський монастир (Crkva i samostan sv. Dominika).  Оточена пальмами венеційська дзвіниця — це  однонефна церква XIV століття, над входом в яку красується барельєф із зображенням Мадонни з немовлям і в  компанії з трогірським єпископом.  Всередині будівлі є надгробок Шімун і Івана Соботи («Оплакування») роботи Миколи Фірентінац, а також симпатичний дворик (клуатр).
- Фортеця Камерленго (Kaštel Kamerlengo).  Назва фортеці не випадкова: Камерлінгами звали венеційських намісників, а будували майже всі укріплення хорватського узбережжя саме венеційці.  Пік фортифікаційного будівництва припав на XV століття, коли Венеція встановила контроль над східним берегом Адріатичного моря. Стіни фортеці непогано збереглися і представляють собою характерні укріплення тих часів, коли саме таким чином ще вдавалося захиститися від ворога: головне було побудувати товстіші та вищі укріплення.
- Вежа святого Марка (Kula sv. Marka).  Ця архітектурна споруда стоїть осторонь і виглядає дещо незграбно — це ще одна частина міських укріплень XV століття.
- Глорієтта Мармонтов (Spomenik francuskog maršala Marmonta). На березі, між фортецею і вежею святого Марка розташована шестикутна альтанка в античному стилі, що збудована ще в 1809 році за вказівкою французької влади. Легенда свідчить, що будівництво альтанки профінансував особисто мер міста, оскільки не виконати вказівку зверху він не міг, а збирати гроші з розорених війною жителів — не наважувався.  Подейкують також, що всередині альтанки планувалося встановити статую Наполеона, але його скинули раніше, ніж знайшлися кошти на пам'ятник.  Коли французьку окупацію було знято, то   будівлю назвали альтанкою Мормонт, на ім'я Огюста Мормонт, колишнього губернатора Далмації за правління Наполеона.
- Дзвіниця церкви святого Михайла (Zvonik crkve sv. Mihovila) — це ще одна венеційська дзвіниця — остання, що залишилася від середньовічного бенедиктинського монастиря, зруйнованого в 1944 році бомбардуваннями союзників.
- Мотель Слеме (Motel Sljeme / Motel Solini / Motel Trogir) — маловідомий пам'ятник югославського постмодернізму.  Будинки мотелю — це шість приміщень що стоять в ряд і адміністративний корпус — були побудовані в середині 1960-х за проектом Івана Витича, знаменитого своїм радикальним підходом до форми, а в 2015 році цю архітектурну споруду взято під державну охорону як об'єкт культурної спадщини.  Відомо також, що мотель побудований під впливом американського кінематографа і замислювався так, щоб прибуваючі в Трогір туристи бачили рухому картинку, ніби в кіно.  На хорватському узбережжі чимало таких забутих і закинутих пам'яток архітектури, в які місцеві ентузіасти намагаються вдихнути нове життя, влаштовуючи спеціальні екскурсії, присвячені післявоєнній архітектурі Югославії[11].

## Відомі особистості
- Августин Казотич (1260—1323) — хорватський середньовічний єпископ, чернець домініканець.
- Іван Лучич (1604—1679) — хорватський історик.